# Festung Kniepass

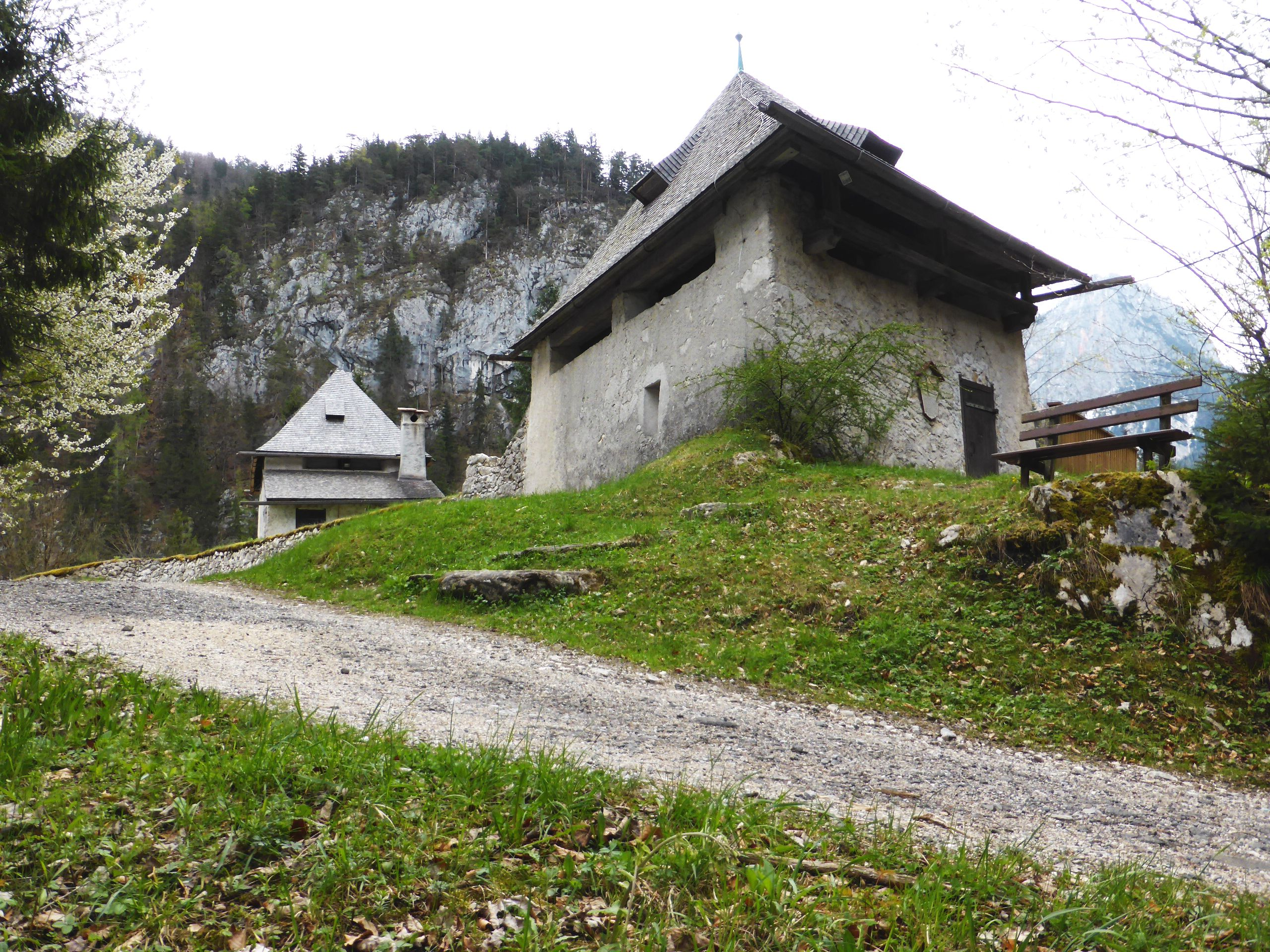
Festung Kniepass

Die Festung Kniepass liegt in der Gemeinde Unken im Bezirk Zell am See des Bundeslandes Salzburg von Österreich (Unkenberg 1).

## Geschichte
Im Bereich des Kniepasses finden sich Spuren einer bronzezeitlichen Besiedlung. Aber auch aus dem frühen Mittelalter (9. und 10. Jahrhundert) wurden Funde gemacht, welche hier eine Verteidigungsanlage vermuten lassen. Die Talsperre wird 1350 mit Chniepoz bezeichnet. Wegen der ständigen Überschwemmungen durch die Saalach wurde 1614 die beim Rosskogelhang nahe der Saalach auf einer Hangbrücke verlaufende Straßentrasse unter Erzbischof Markus Sittikus und nach Plänen des Hofbaumeisters Santino Solari auf ein höheres Niveau verlegt und in den Fels gehauen. Die Bauinschrift darüber ist noch vorhanden:

„Marcus Sitticus ex comitibus in Altaemps, archiepiscopus Salisburgensis et princeps, viam hanc ad perpetuam firmitatem publicae comoditati e durissimo silice aperuit anno Dni. et praesulatus II. MDCXIIII.“

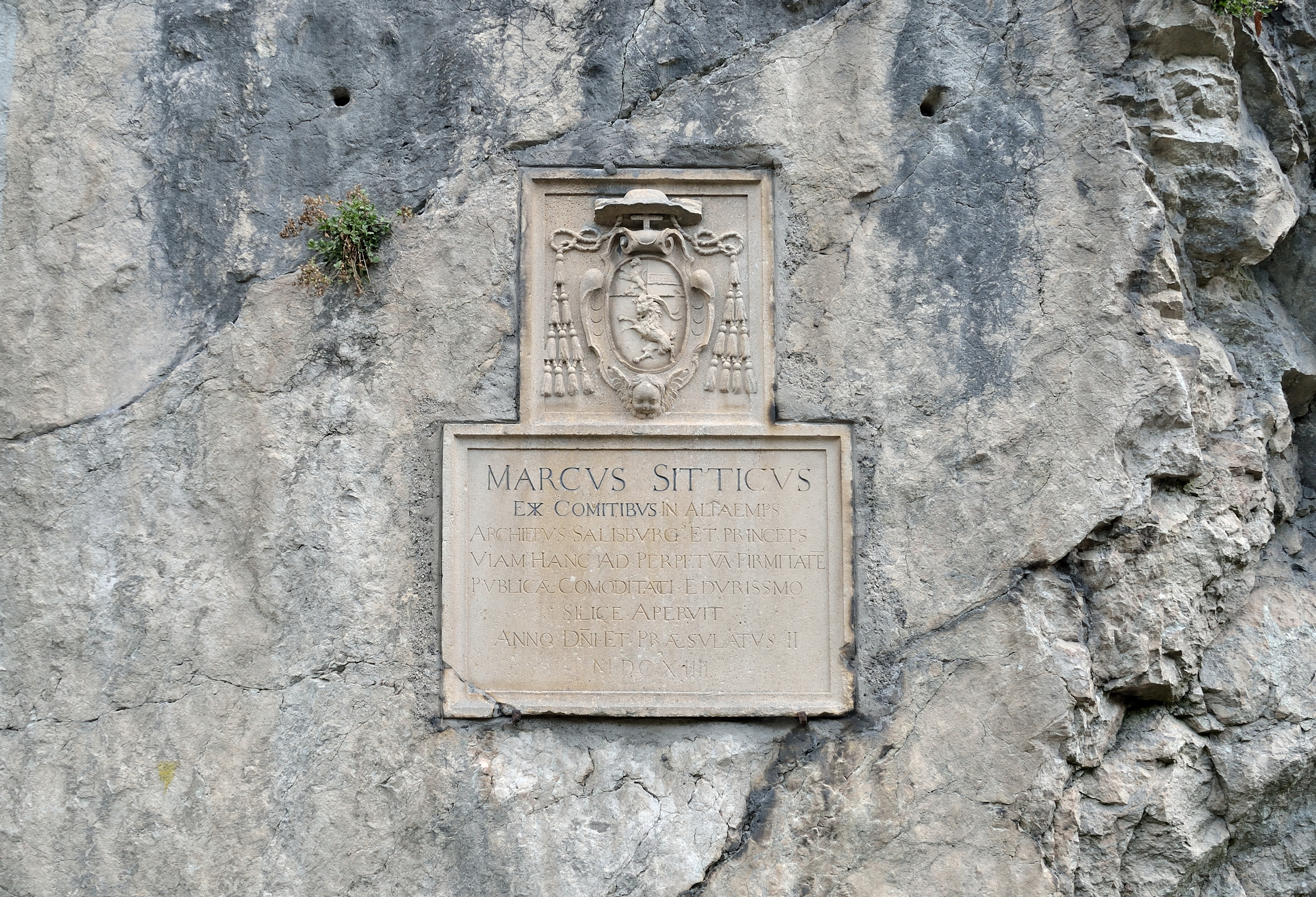
Gedenktafel am Kniepass

Bei der Durchreise der Salzburger Erzbischöfe musste die Passbesatzung Repräsentationspflichten erfüllen. Dazu wurden entlang eines elliptischen Ravelins Holzbankette aufgestellt, auf denen 50 Mann bewaffnetes Landvolk zur Parade antreten musste. 1747 wurden die verfaulten Bankette auf Anordnung von Artillerieleutnant Geyer entfernt. 1707 wollte die Landschaft alle überflüssigen Wehrbauten im Lande abschaffen. Erzbischof Johann Ernst Thun sprach sich aber dagegen aus. In den Kriegsjahren 1742–1745 konnte so der Kniepass wieder mit Schützen besetzt werden. Danach hob der Hofkriegsrat die Passfunktion auf und die Landschaft überließ der Hofkammer gegen Übernahme der Erhaltungskosten die Anlage. 1766–1794 bewohnte der Jäger und Unterwaldmeister von Unken das Gebäude. Daraufhin wollte die Landschaft das Überbleibsel der rohen Fehdejahre verkaufen, was aber Erzbischof Hieronymus Colloredo verhinderte. So konnte die Anlage bei den Franzosenkriegen wieder zur Landesverteidigung eingesetzt werden. Als 1805 der Steinpass nicht mehr gehalten werden konnte, zog sich Feldmarschall Graf St. Julien hinter den Kniepass zurück. Am 25. September 1809 kam es im Zuge der von Josef Speckbacher geleiteten Offensive gegen die Bayern unter dem General Rechberg zu anfänglichen Erfolgen, die aber letztendlich in einer Niederlage der Salzburger Verteidiger endeten. Seit diesen Ereignissen hat die Festung ihre Funktion verloren.
Ab 1830 wohnten wieder Familien in den alten Gemäuern, zuletzt waren dies bis zum Jahr 1965 Johann und Genoveva Pletzer. 1969 starb Genoveva, Johann zog ins Altenheim nach Leogang und starb dort 1971. Die Wohnverhältnisse der Familie mit ihren vier Kindern waren äußerst bescheiden: Das Torgebäude diente als Stall für zwei Ziegen. Die jetzige Rauchküche war eine Abstellkammer. Die Familie wohnte im Mannschaftsgebäude. Heizbar war nur eine Stube. Das Tageslicht kam durch kleine Fenster. Elektrisches Licht und fließendes Wasser fehlten. Das Wasser musste von einer kleinen Quelle bei der Pfannhauswand und bei längerer Trockenheit von der Saalach herbeigeschafft werden.
In den letzten April- und den ersten Maitagen des Jahres 1945 wurden unterhalb der Festung Panzersperren auf der Straße errichtet. Die Panzersperren waren gegen die schon in Bayern stehende US Army der 101. Fallschirmdivision gedacht, jedoch kamen sie wegen der vorherigen Kapitulation der Heeresgruppe Süd der deutschen Wehrmacht unter Feldmarschall Albert Kesselring nicht mehr zum Einsatz.

Festung Kniepass
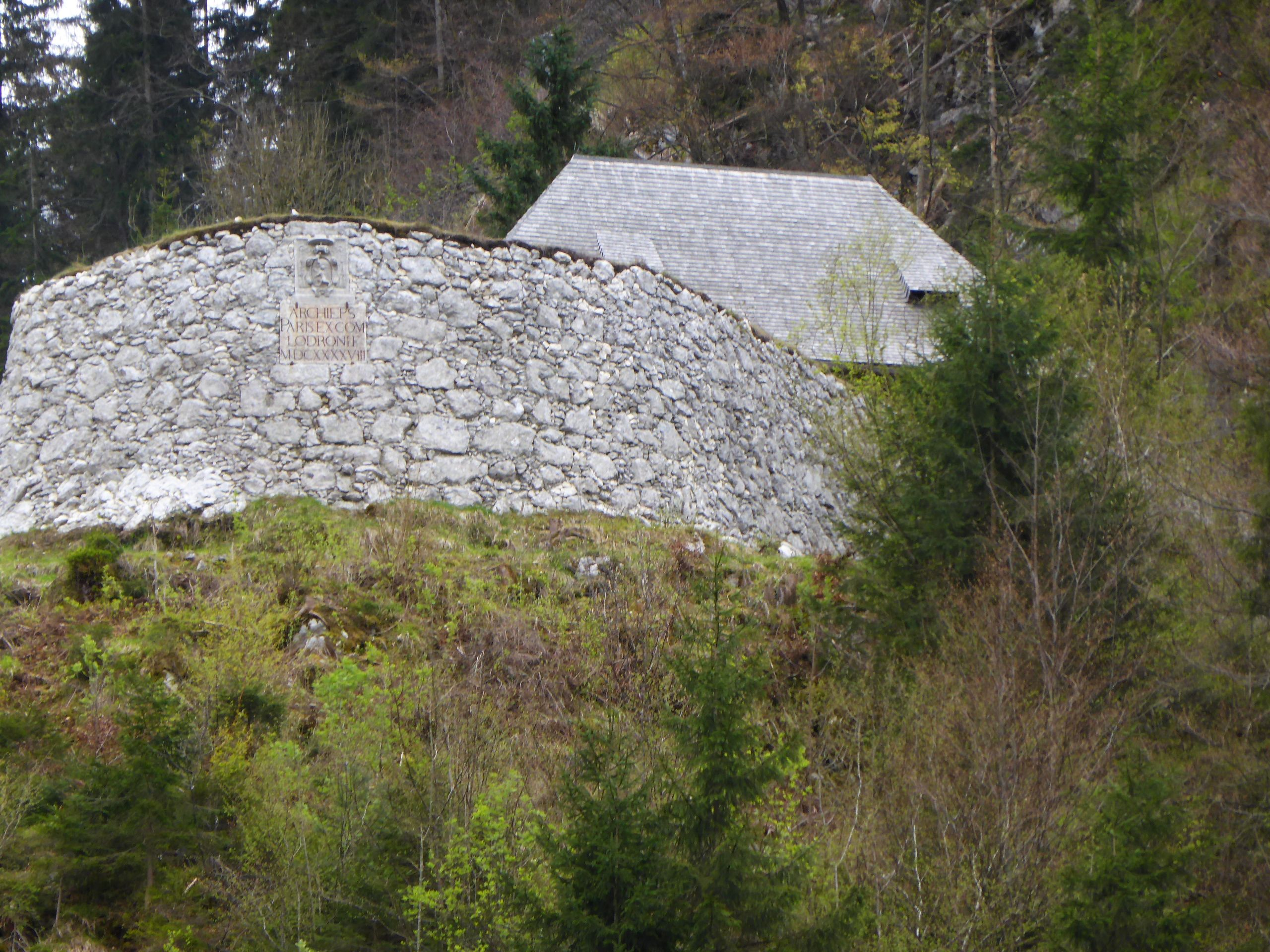
Ansicht von der Bundesstraße aus
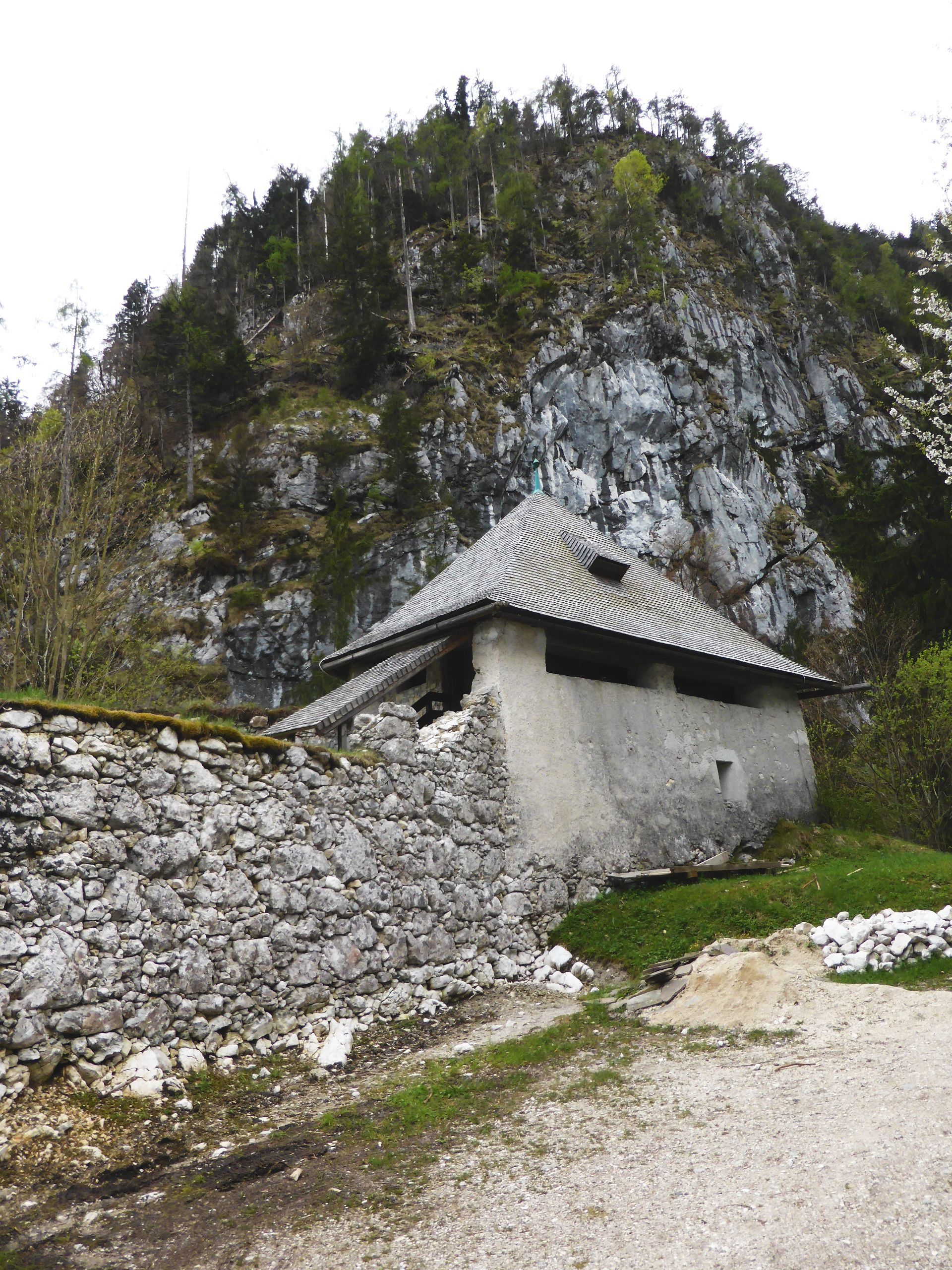
Torhaus und Mauer
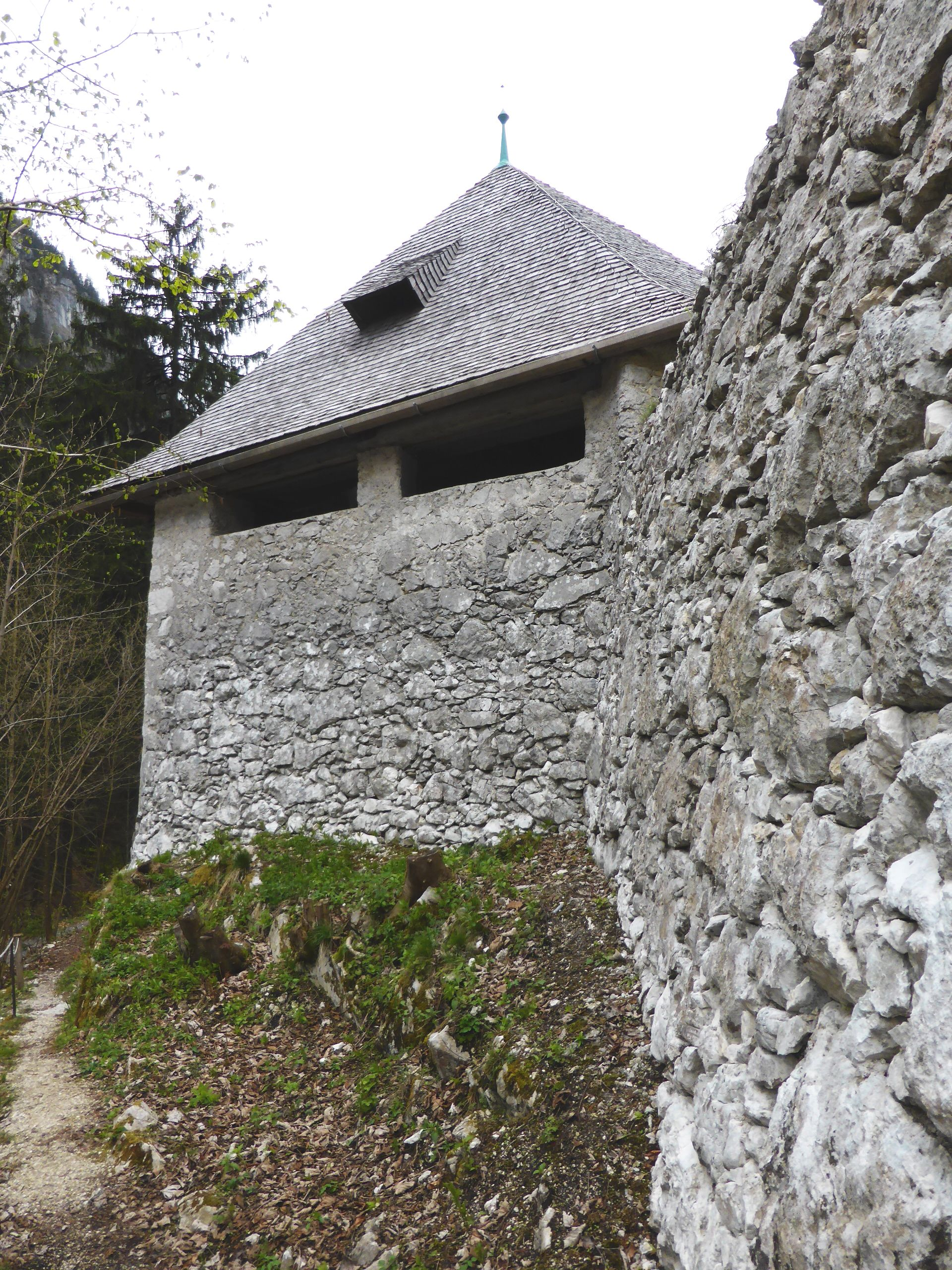
Hauptgebäude mit Schießscharten
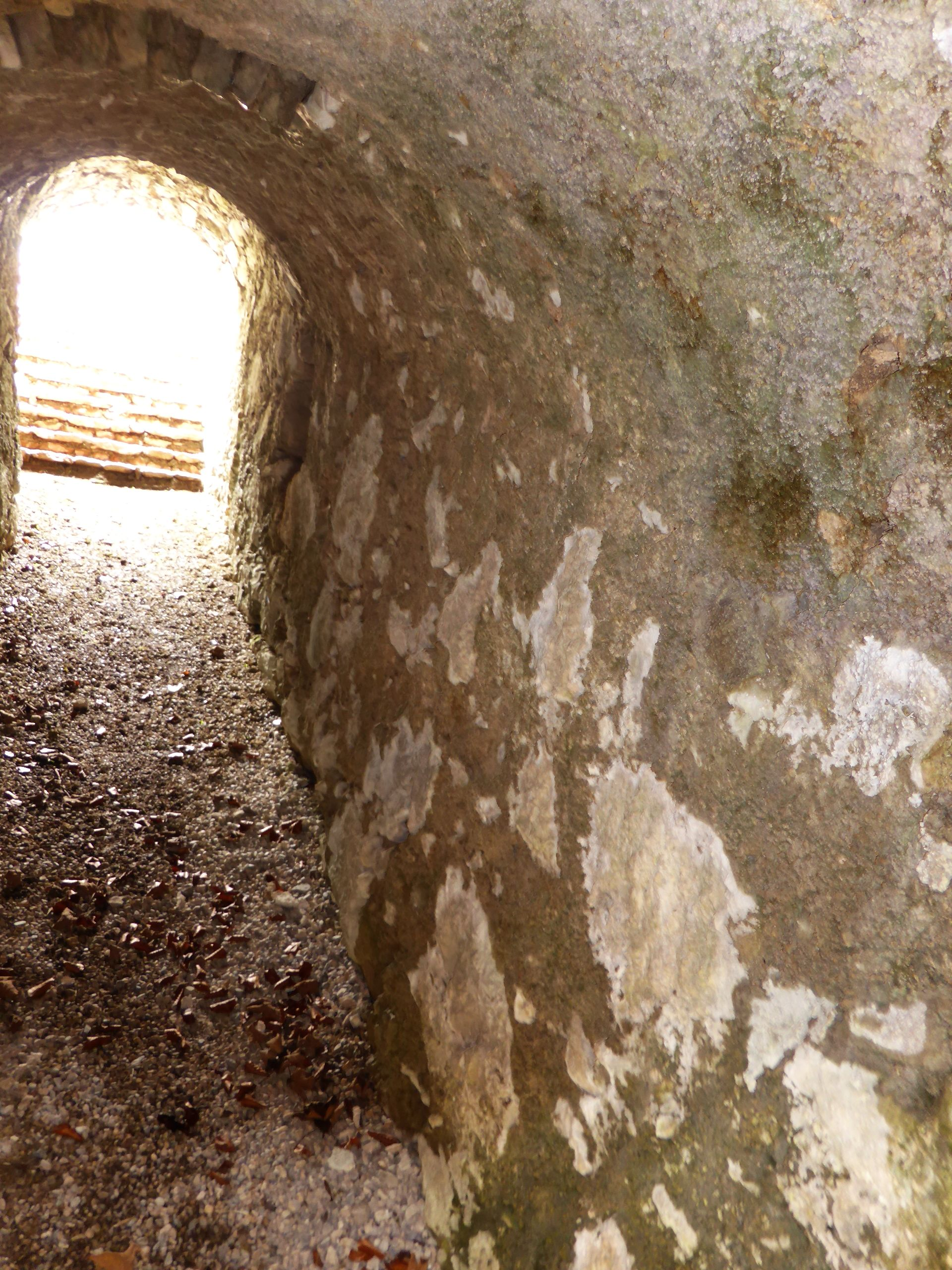
Rückwärtiger Zugang

## Festung Kniepass heute
Die Festungsanlage liegt unterhalb der Pfannhauswand. Sie ist von einer 2,5 m hohen Mauer umschlossen. Durch das ehemalige östlich gelegene Ausfalltor gelangt man durch das Torgebäude in das Innere der Wehranlage. Das große Blockhaus besteht aus einem ebenerdigen, schindelgedeckten Teil mit einer Rauchküche und einem Haupttrakt. Unter dem Steildach war der Wehrgang für die Wachtposten. Das steile Schindeldach ist in alle vier Himmelsrichtungen mit Schießscharten ausgestattet. Im Torgebäude sind heute die Rezeption und eine kleine Küche untergebracht. Eine 1673 errichtete Zisterne war bereits um 1800 nicht mehr in Betrieb.
Die Festung steht seit 1981 im Eigentum des Landes Salzburg, welches in den darauffolgenden Jahren mit Hilfe des Museumsvereins Unken die Anlage umfangreich saniert hat. Heute ist hier ein Museum untergebracht, das sich neben der Vergangenheit der Festung auch mit ur- und frühgeschichtlichen Funden aus dem Saalachtal befasst; die ältesten Fundstücke sind Steinabschläge aus dem Spätpaläolithikum, die 10.000 Jahre vor Christus entstanden sind. Auch sind hier Artefakte aus der Kupfer-, der Bronze-, der Hallstatt- und der Römerzeit aus Fundstätten des unteren Saalachtals zu sehen. In einer Dauerausstellung sind Felsritzbilder im unteren Saalachtal zu sehen. Seit 1994 werden auch Wechselausstellungen gezeigt. Im unteren Teil des Innenhofes befindet sich eine Bühne für Konzerte und Aufführungen. Es ist geplant, dass die Festung Kniepass von 2020 bis zu der geplanten Wiedereröffnung im Jahre 2021 um circa fünfeinhalb Millionen Euro umfassend saniert wird. Im Frühjahr 2021 sollen die Bauarbeiten beginnen, um circa 6,3 Millionen Euro wird die Festung umfassend saniert.
Am 18. Oktober 2023 hat die Sanierung der Festung begonnen, bis im Sommer 2025 soll die Sanierung abgeschlossen sein.